# Фильтрация сенсорной информации
Фильтрация сенсорной информации — фильтрация афферентных сигналов нервной системой. В результате такой фильтрации на определённые уровни обработки поступает только часть полученной предшествующими уровнями сенсорной информации.
В английской литературе используется термин sensory gating (от английского gate, ворота), использующий сравнение фильтра информации с воротами, которые могут пропускать или блокировать сенсорные сигналы.
Фильтрация происходит на разных уровнях нервной системы — в спинном мозге, стволе мозга, таламусе, коре больших полушарий и других структурах. Функции этой регуляции тоже разные, так как сенсорная информация используется нервной системой многообразно.
Выявлено несколько механизмов фильтрации: пресинаптическое и постсинаптическое торможение, адаптация, восходящие и нисходящие влияния, нейронные осцилляции и другие. Сенсорные сигналы регулируются при выполнении движений, регуляции позы, при нейронной обработке зрительной, слуховой, соматосенсорной информации, а также запаха и вкуса. Регулируются и болевые ощущения. Одним из примеров существенной блокировки сенсорной информации является сон.
Нарушения процесса фильтрации сенсорной информации могут приводить к неврологическим, психологическим и психиатрическим расстройствам.

## Биологическая целесообразность
Биологические системы находятся в постоянном взаимодействии с внешним миром, информацию о котором они получают при помощи органов сенсорных систем: зрения, слуха, обоняния, вкуса, осязания, проприоцепции, вестибулярной системы.
Обнаружению сигналов обычно препятствуют помехи — шумы различного вида (внешнего и внутреннего происхождения). Кроме того, информация, которую нервная система получает через органы чувств, избыточна; полезная информация в ней смешана с массой бесполезных сигналов. Процесс фильтрации сенсорного потока выступает первым звеном в процессе обнаружения сигнала на фоне сенсорного шума. Так, человек не чувствует постоянного раздражения рецепторов кожи, которое производит надетая на нем одежда, и не обращает внимания на давление, которое оказывает на него сидение стула. Нервная система гимнастки, выполняющей упражнение на бревне, активно использует вестибулярную, проприоцептивную и зрительную информацию, но игнорирует слуховые сигналы (выкрики из зала). Во сне мозг практически отключается от сенсорных сигналов (отсюда выражения: тебя хоть из пушки буди).
Регуляция потока сенсорной информации абсолютно необходима для нормального функционирования мозга. Без неё нервная система не смогла бы генерировать адекватные реакции на внешние раздражители, фильтровать и распределять сенсорную информацию при управлении движениями, концентрировать внимание на важных предметах и действиях и игнорировать маловажные раздражители, обеспечивать нормальный сон.

## Терминология
Говоря о фильтрации сенсорной информации психологи, как правило, подразумевают первичную, неосознанную обработку сенсорных сигналов. Если же речь идёт о сознательном восприятии, то они употребляют термин фокальное внимание или селективное внимание.
В нейрофизиологической литературе термин употребляется в более широком смысле. В него часто включают как неосознанную обработку сенсорных сигналов, так и их осознанное восприятие.
Эти разница в употреблении терминологии связана с тем, что для психологов разделение деятельности мозга на сознательную и подсознательную — одно из основных понятий, нейрофизиологи же изучают конкретные нейронные сети, ответственные за переработку информации, и не акцентируются на разграничении между сознательными и бессознательными процессами. Например, сами рецепторы (казалось бы, низший отдел в сенсорной цепочке) контролируются высшими отделами мозга через эфферентные нервы. Примером может служить эфферентная иннервация мышечных веретен (гамма-инервация) и рецепторов внутреннего уха.

## Общие принципы фильтрации в сенсорной иерархии
Подробнее о сенсорных системах: «Зрение», «Слух», «Осязание», «Проприоцепция», «Вестибулярный аппарат», «Вкус», «Обоняние».
Информация от рецепторов передаётся в центральную нервную систему через спинальные или черепные нервы. Ответвления аксонов, передающие сенсорную информацию, формируют синаптические окончания на нейронах спинного мозга (или ствола мозга в случае черепных нервов), затем направляются в высшие отделы нервной системы (стволовые ядра, которые в свою очередь передают информацию выше). В каждом из этих отделов нервной системы поток сенсорной информации может фильтроваться — акцентрироваться или, наоборот, блокироваться.
Начальная фильтрация сенсорного сигнала может происходить уже на уровне рецепторов. Так, многие рецепторы обладают свойством адаптации, то есть их разряды становятся реже, даже если раздражитель остаётся. Примером регуляции на уровне сенсорного аппарата является и изменение ширины зрачков.
Сенсорные системы построены по иерархическому принципу: сигналы от рецепторов поступают в низшие уровни центральной нервной системы (спинной мозг или ствол мозга), откуда передаются в более высшие отделы (ядра таламуса, кора больших полушарий, базальные ганглии). На каждой из этих последовательных стадий сенсорная информация преобразуется, происходит её фильтрация.
Поток информации не односторонний, так как высшие отделы иерархии посылают сигналы в низшие отделы. Кроме того, сенсорная информация обрабатывается не цепочкой последовательных структур, а, скорее, многими областями мозга одновременно (или, как говорят, параллельно). Параллельная обработка сенсорной информации становится очевидна в высших областях мозга, таких как кора полушарий. Здесь отдельные области специализируются на обработке отдельных элементов информации (например, в зрении — информация о положении объектов в пространстве и о таких деталях, как цвет и форма, обрабатывается различными областями коры). В процессе регуляция этой распределенной системы некоторые области мозга становятся более активными, чем другие (например, при просмотре фотографий — область коры, ответственная за распознавание лиц). Подобные изменения активности мозга с помощью методики фокального магнитного резонанса.
Сенсорная информация различного рода (то есть, разные модальности — зрение, осязание, слух и т. д.), вообще говоря, не обрабатывается отдельно. Во многих областях мозга, называемых ассоциативными, происходит смешение модальностей — например, в париетальной коре и буграх четверохолмия. Нейроны в этих отделах мозга реагируют на различные стимулы, например, зрительные, тактильные и слуховые.
Структурами, контролирующими сенсорную информацию, являются кора больших полушарий (в частности, префронтальная кора, играющая важную роль в контроле внимания), базальные ганглии, ретикулярная формация, таламус (в частности, ретикулярное ядро таламуса) и другие структуры.
Одним из основных механизмов фильтрации сенсорной информации является торможение, которое производят ГАМК-ергические синапсы. Как правило, нейрон передающий сенсорную информацию, является возбуждающим. Например, аксоны зрительного нерва образуют возбуждающие синапсы на нейронах латерального коленчатого тела — зрительном ядре таламуса. (Исключением являются некоторые высшие отделы мозга, состоящие из тормозных нейронов, например стриатум. Однако, на этом этапе сенсорная информация уже подверглась значительной обработке). Фильтруют эти возбуждающие сигналы тормозные нейроны. Торможение может быть пресинаптическим (то есть блокирующим передачу сигналов по сенсорному аксону к какому-либо нейрону) либо постсинаптическим (гиперполяризующим нейрон, принимающий сенсорные сигналы). Постсинаптическое торможение позволяет блокировать сигналы избирательно, так как принимающая клетка остаётся способной отвечать на другие, незаблокированные воздействия.
На фильтрацию сенсорных сигналов также оказывают влияние такие нейромедиаторы как ацетилхолин, дофамин, эндорфины и другие.

## Фильтрация на уровне рецепторов
Первоначальная фильтрация сенсорной информации может происходить уже на уровне рецепторов. Большинство рецепторов обладают свойством адаптации, которое состоит в том, что частота импульсов в нервных окончаниях рецепторов снижается при продолжительном воздействии стимула. Таким образом, рецепторы во многих случаях реагируют не на присутствие стимула как таковое, а на его появление (или, наоборот, выключение).

## Фильтрация сенсорных сигналов при управлении движениями
Подробнее о моторных системах: «Регуляция движений».
Сигналы от рецепторов мышц, сухожилий, кожи, суставов (а также вестибулярного аппарата и зрения при высшей моторной интеграции) играют важную роль в организации двигательных актов.
Простейшим моторным рефлексом, вызванным стимуляцией рецепторов мышцы, является сухожильный рефлекс, который наблюдает, например, невролог, ударяя пациента молоточком по колену. Удар молоточком по колену вызывает быстрое растяжение мышцы, которое в свою очередь активирует мышечные веретена — мышечные рецепторы, реагирующие на увеличение длины мышцы. Разряды от мышечных веретен поступают в спинной мозг, где активируют мотонейроны той же самой мышцы через моносинаптическую рефлекторную дугу. Хотя этим простейшим рефлексом участие сенсорных сигналов в регуляции движений не ограничивается, он оказался довольно эффективным средством для исследования роли сенсорной информации в двигательной активности. Изучению сухожильного рефлекса и его аналога H-рефлекса (общее название — моносинаптический рефлекс), вызываемого электрической стимуляцией сенсорного нерва, посвящено множество работ. Эти исследования выявили множество факторов, влияющих на моносинаптические рефлекторные реакции. Например, эти реакции модулируются при ходьбе в зависимости от фазы шагательного цикла (Stein et al., 1993). Существует простой приём, с помощью которого можно оказывать влияние на моносинаптический рефлекс, называемый приемом Йендрассика и состоящий в том, что человек произвольно сокращает группу мышц (например, мышцы руки), что приводит к усилению моносинаптического рефлекса у другой группы мышц (например, у мышц ноги).
Траектория движения конечности во время ходьбы зависит от различных факторов, некоторые из которых регулируются нервными сетями центральной нервной системы, а некоторые — сигналами от сенсорных рецепторов. Мышечные рефлексы модулируются во время ходьбы, причём они зависят от особенностей каждого шага. Более того, рефлексы могут быстро меняться в зависимости от режима работы ног: стояния, ходьбы, бега. Эти изменения, скорее всего, обусловлены пресинаптическим торможением. Такая изменчивость рефлекса может быть нарушена у неврологических больных с травмами головы или позвоночника.
Оказывают влияние на активность мотонейронов (нейронов, управляющих мышцами) и разряды, поступающие от рецепторов кожи и сухожилий, причём даже на уровне спинного мозга эти сигналы участвуют в сложных (полисинаптических) взаимодействиях. Начало систематическому исследованию моторных рефлексов спинного мозга положил Чарльз Шеррингтон. Эти исследования продолжаются и по сей день. Согласно современным представлениям, высшие центры мозга оказывают модулирующее влияние на передачу сенсорной информации в спинальных сетях. Важным механизмом такого влияния является пресинаптическое торможение, то есть торможение аксона, передающего сенсорный сигнал мотонейрону. Этот вид торможения блокирует сенсорный приток, но не оказывает тормозного влияния на сам мотонейрон.
Вклад рецепторов конечностей в регуляцию движений не ограничивается спинальными сетями. Сенсорные сигналы поступают в ствол мозга, мозжечок, таламус, сенсорную и моторную кору, и в каждом из этих отделов мозга происходит фильтрация сенсорной информации. Полагают, что высшие нервные центры создают контекст (то есть, представление о том, какую задачу выполняет то или другое движение) и, исходя из этого контекста, подавляют или усиливают те или иные сенсорные сигналы.
В целом, при управлении движениями происходит мультисенсорная интеграция, то есть сопоставление сенсорной информации из разных источников. Так, для интерпретации информации, поступающей от вестибулярного аппарата, необходимо знать, в каком положении находится голова, а эту информацию поставляют рецепторы шеи. При мультисенсорной интеграции мозг может отдавать предпочтение определённым видам сенсорных сигналов и относиться с меньшим доверием к другим. Так, показано, что мозг охотнее всего доверяет зрению, и если возникает конфликт между зрением и другими источниками информации, то последние игнорируются. Например, пассажир в вагоне испытывает иллюзию собственного движения, когда стоящий за окном поезд трогается с места, несмотря на то, что ни вестибулярный аппарат, ни рецепторы тела ни о каком движении не сообщают. Точно так же, стоящий человек покачнется, если экспериментатор приведет в движение зрительный фон.
Исследования показали, что движения оказывают влияние на то, какие ощущения испытывает человек при раздражении рецепторов. Так, установлено, что во время инициации движения чувствительность к кожным раздражителям снижается. Например, в исследовании Чэпмен и Бошам (2006) учёные сравнили влияние на восприятие околопороговых тактильных стимулов моторных команд и периферической реафферентации (то есть афферентных сигналов, возникающих при движении конечности). Указательный палец руки раздражался электрической стимуляцией. Испытуемые производили движение этим же пальцем или разгибали локтевой сустав. Те же движения производились пассивно (то есть при помощи экспериментальной установки; испытуемый не производил произвольных движений). И при активном, и при пассивном движении тактильные ощущения снижались, причём максимальное снижение наблюдалось при начале электрической активации мышц.
На сложную взаимосвязь движений и восприятия обратили внимание Гельмгольц, Мах и другие учёные 19-го века, размышляя о движении глаз. Общеизвестно, что несмотря на то, что глаза вращаются в орбитах, воспринимаемое зрительное окружение не приходит в движение. Гельмгольц назвал механизм, за счёт которого это происходит «неосознаваемыми умозаключениями». В 1950-х для объяснения этого явления было выдвинуто представление об эфферентной копии Эфферентная копия — это предсказание изменения сенсорных сигналов, которые должны произойти в результате движения. Согласно этому представлению, сенсорная информация оценивается не сама по себе, а в сравнении с ожиданием. Примером эфферентной копии является эффект неподвижного эскалатора — человек испытывает необычные ощущения, когда входит на неподвижный эскалатор В данном случае срабатывает несоответствие сенсорных сигналов, которые мозг приучен ожидать многодневной практикой с движущимся эскалатором, с теми, которые он получает при неожиданном столкновении с неподвижным эскалатором. Этот эффект настолько силен, что он действует даже на человека, которого предупредили о неподвижности эскалатора.

## Нарушения
Неспособность игнорировать внешние раздражители может быть признаком заболевания (например, расстройство внимания). В некоторых тяжелых случаях любое раздражение воспринимается человеком как боль. Диаметрально противоположное заболевание — игнорирование большинства раздражителей, неспособность реагировать на события внешнего мира. В ряде исследований описан синдром дефицита сенсорного регулирования (sensory gating) у больных шизофренией. Нарушение способности к фильтрации сенсорной информации является ранним симптомом шизофрении. При таком нарушении снижается способность мозга подавлять ответы на слабые стимулы. Больные становятся легко возбудимыми и не могут сконцентрировать своё внимание. Нейробиологический механизм этих нарушений связан с модуляцией активности гиппокампа через никотиновые рецепторы. Такое нарушение выявляется по снижению торможения вызванных ответов при повторной звуковой стимуляции, что выражается в дефиците сдерживания потенциала P50. Этот эффект связан с активностью гена альфа-7-никотинового рецептора на хромосоме 15q14. Так как связанные с этим рецептором гены CHRNA7 и CHRFAM7A в некоторых исследованиях ассоциируются с шизофренией, он является важной целью для фармакологического воздействия.